# Treasure Valley

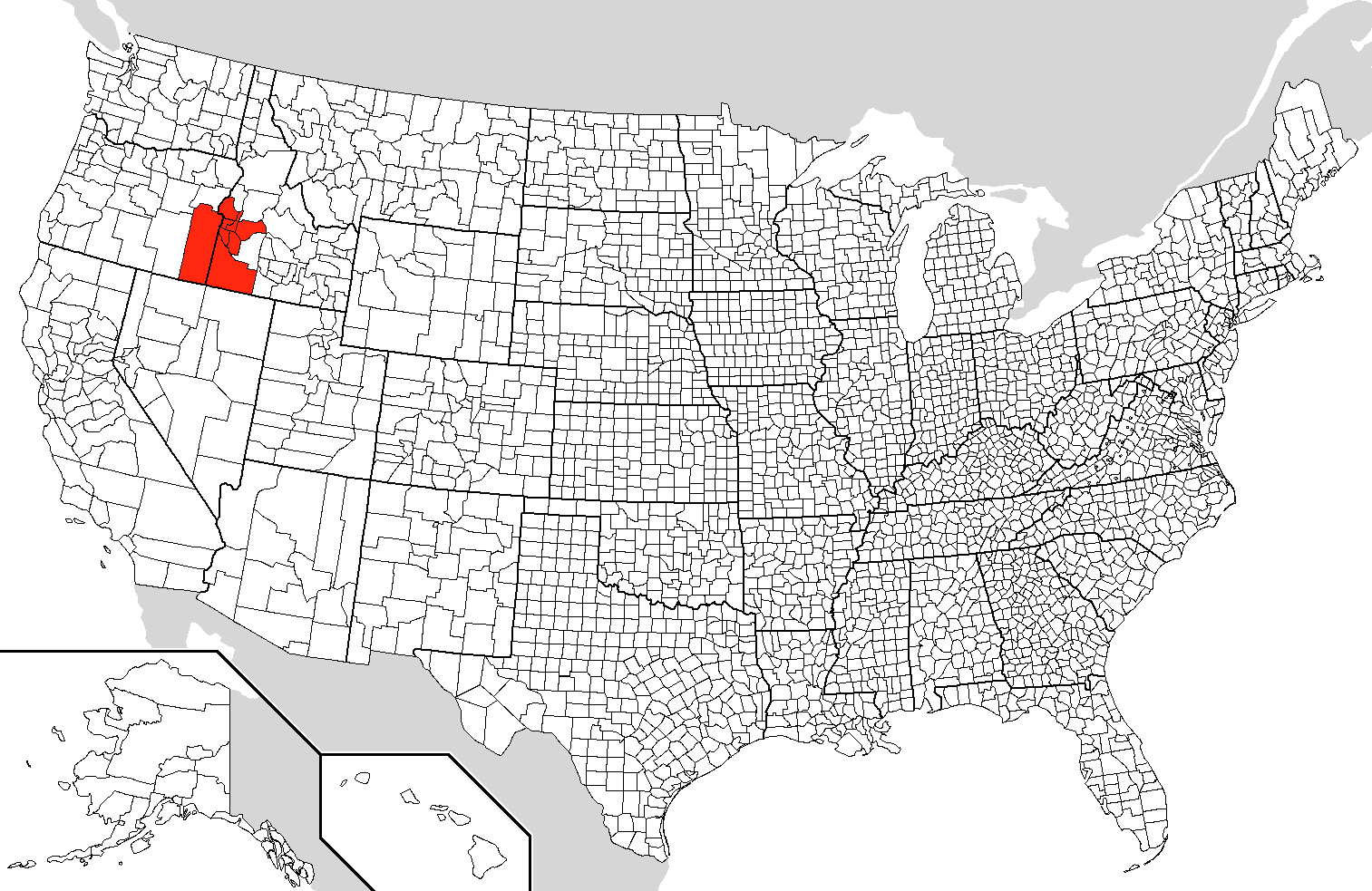
Localisation de Treasure Valley dans les États-Unis

La Treasure Valley est une vallée de l'ouest des États-Unis, principalement dans le sud-ouest de l'Idaho, où les rivières Payette, Boise, Weiser, Malheur et Owyhee se jettent dans la rivière Snake. Elle comprend toutes les zones de plaine de Vale dans l'est rural de l'Oregon jusqu'à Boise, et est la zone la plus peuplée de l'Idaho.

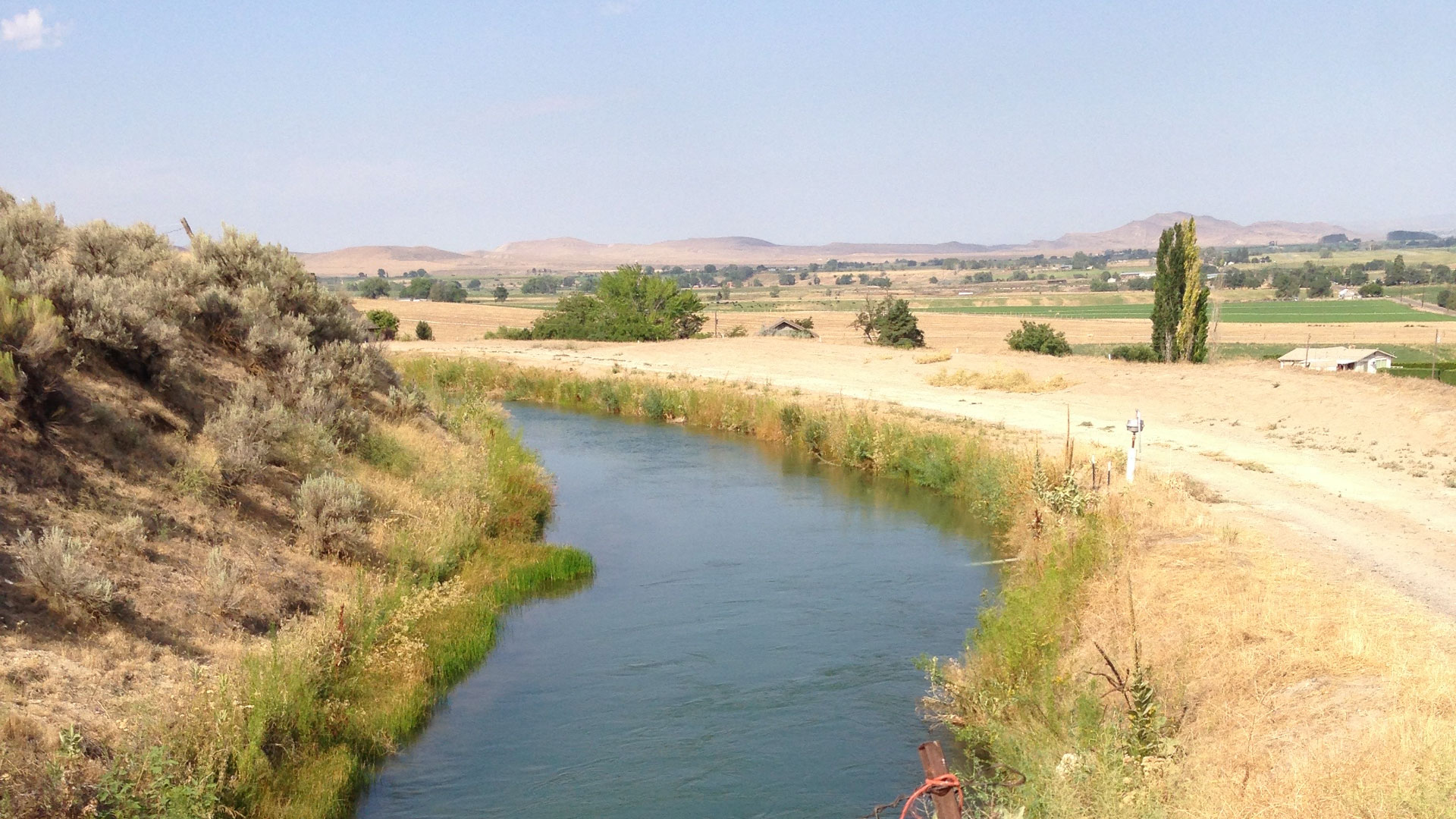
Canal à Treasure Valley

Historiquement, la vallée était connue sous le nom de Lower Snake River Valley ou de Boise River Valley. Pete Olesen, président de l'association des chambres de commerce locales de la vallée, a inventé le nom de « Treasure Valley » en 1959 pour refléter le trésor de ressources et d'opportunités qu'offrait la région. La vallée présente un terrain très diversifié, allant des plaines de sauge aux mesas, en passant par les zones agricoles et les zones urbanisées. À mesure que la zone métropolitaine de Boise se développe, de plus en plus de terres non développées et agricoles sont urbanisées.

## Histoire

### Peuplement de la région
Les tribus qui parcouraient la région étaient notamment les Païutes du Nord et les Shoshones. En 1834, Thomas McKay construisit le premier Fort Boise, dans la zone proche de l'actuelle Parma, qui fut dirigé pendant un temps par François Payette. Il fut ensuite déplacé en raison de problèmes d'inondation et fut abandonné en 1854. La piste de l'Oregon traverse la Treasure Valley.

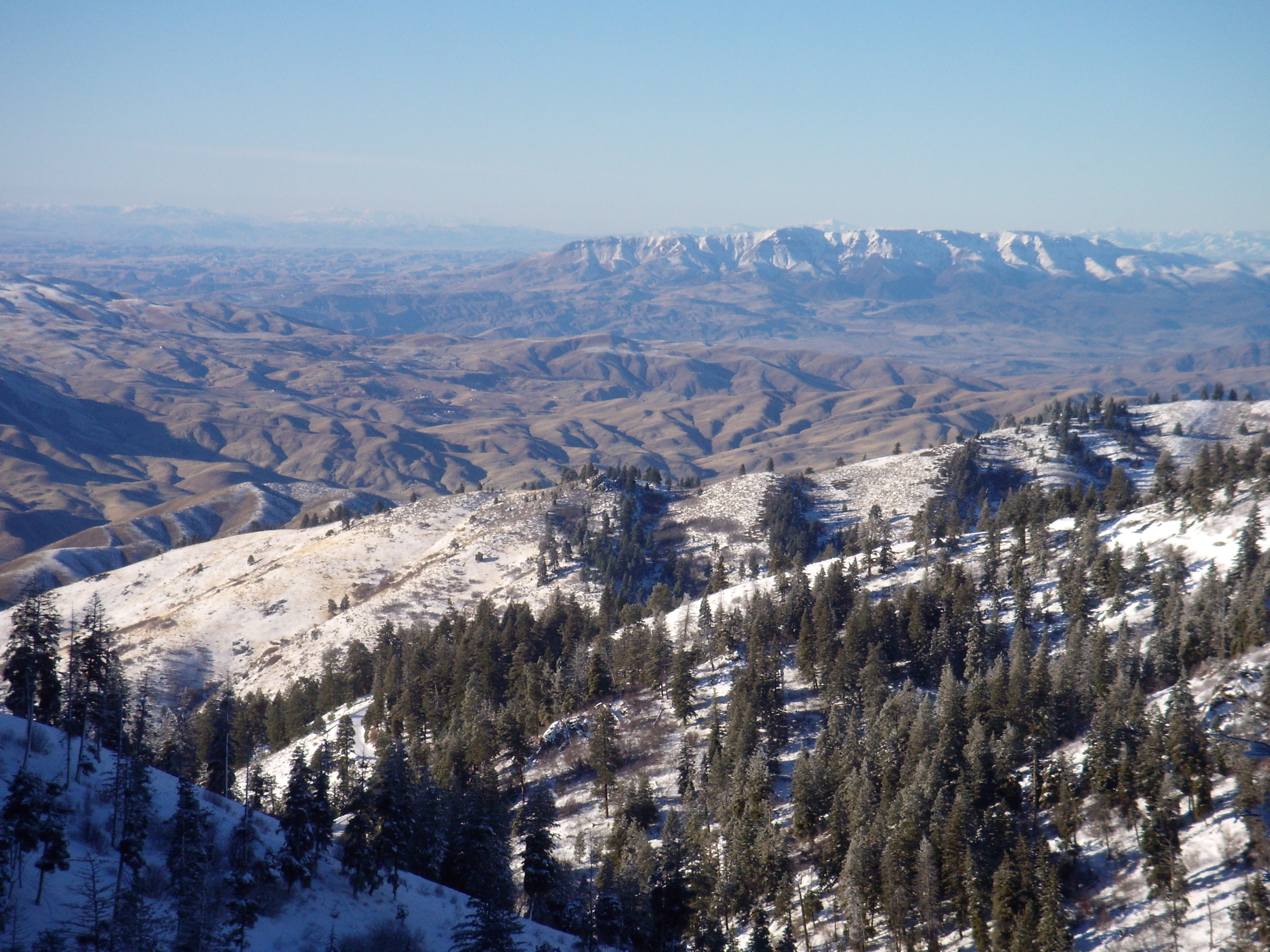
La Treasure Valley depuis le côté est du bassin Bogus

La vallée fut colonisée en grande partie par des éleveurs et des agriculteurs, initialement pour approvisionner les communautés minières d'or et d'argent des hautes altitudes voisines : Idaho City dans le bassin de Boise et Silver City dans les Owyhees. Un nouveau Fort Boise fut construit par l'armée américaine en 1863 dans l'actuelle Boise, à partir duquel la ville s'est développée. En 1883, l'Oregon Short Line Railroad a atteint la Treasure Valley, créant une communauté florissante, avec Nampa comme centre de l'activité ferroviaire de la région.

### Immigration basque
De nombreux Basques, principalement originaires du nord de l'Espagne, sont venus dans la région à la recherche d'or mais, confrontés à la discrimination, beaucoup ont pensé qu'une meilleure occupation était celle de berger, une profession familière de leur pays d'origine. Plus de 15 000 Basques sont venus dans la Vallée du Trésor, ce qui en fait la plus grande communauté basque hors d'Europe.

### Agriculture

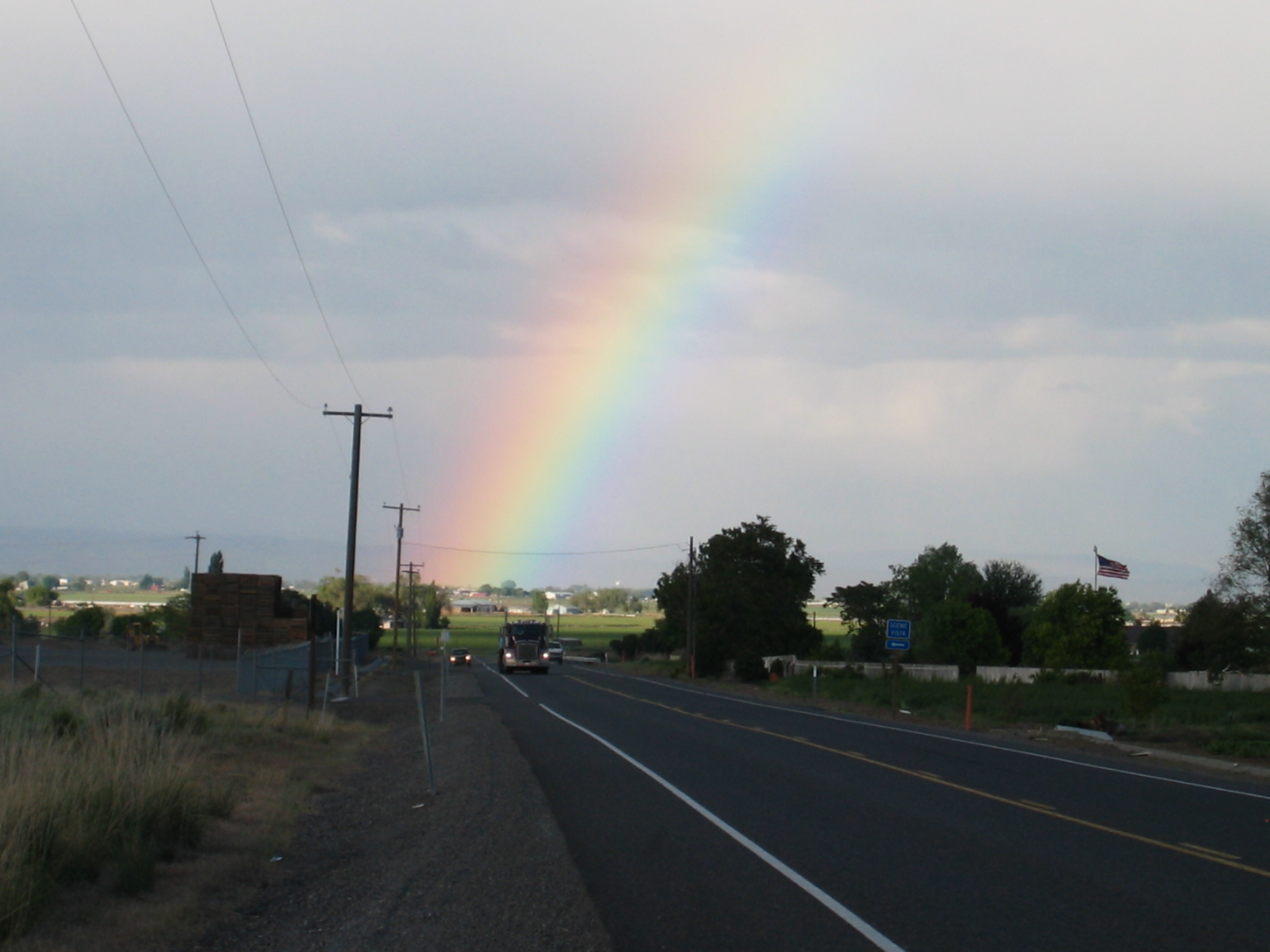
En direction de l'est depuis Vale sur l'US-20/26 jusqu'à Ontario, Oregon.

À mesure que Boise se développait, les richesses de grands planteurs comme Thomas et Frank Davis augmentaient également. Ils s'installèrent dans l'Idaho en 1862 pour exploiter une mine et établirent une ferme juste en dessous de Boise Bench, sur la rivière Boise. Tom Davis devint un grand succès dans la culture des fruits, puisqu'il gagna plus de 10 000 $ sur la récolte de pommes d'une année. Il acheta plus tard d'autres terres pour les vergers et les chevaux. En 1907, il fit don d'une grande partie de ces terres au Julia Davis Park en l'honneur de sa femme.
Le projet Owyhee a été l'un des développements les plus influents de la région. Il a commencé il y a 121 ans, en 1903, lorsque des géomètres ont commencé à étudier un site sur la rivière Owyhee pour la construction d'un barrage, afin de retenir l'eau pour l'irrigation. Le projet Owyhee a reçu la sanction officielle du Congrès le 5 décembre 1924 et le barrage d'Owyhee a été achevé le 16 septembre 1932. Pendant que le barrage était en construction, plus de 159 km de canaux d'irrigation étaient creusés au nord et au sud. Le principal objectif du projet Owyhee était l'irrigation. En 1965, plus de 450 km2 étaient irrigués pour une valeur de plus de 23 millions de dollars.
En 1941, J. R. Simplot a construit un déshydrateur et a commencé à traiter de grandes quantités de pommes de terre et d'oignons déshydratés dans une usine près de Caldwell. Son entreprise a prospéré, vendant des pommes de terre au gouvernement et des engrais aux agriculteurs locaux.

### Technologie
En 1973, Hewlett-Packard a acheté un site de 150 acres (60 ha) pour une future usine de périphériques dans le nord-ouest de Boise. Micron Technology a été fondée en 1978, créant une industrie locale supplémentaire en plus de l'agriculture et de l'emballage de pommes de terre.

## Caractéristiques géographiques
- Lac Lucky Peak
- Shafer Butte
- Table Rock